# Jurij Babienko
Jurij Iwanowicz Babienko (ros. Юрий Иванович Бабенко; ur. 2 stycznia 1978 w Penzie) – rosyjski hokeista. Trener hokejowy.

## Kariera zawodnicza
- Krylja Sowietow Moskwa (1995-1996)
- CSKA 2 Moskwa (1996-1997)
- Plymouth Whalers (1997-1998)
- Hershey Bears (1998-2002)
  -  Colorado Avalanche (2000)
- Dinamo Moskwa (2002-2005)
- Chimik Woskriesiensk (2005)
- HK MWD Bałaszycha (2005-2007)
- Mietałłurg Magnitogorsk (2007-2008)
- SKA Sankt Petersburg (2008-2009)
- HK MWD Bałaszycha (2009-2010)
- Dinamo Moskwa (2010-2016)

Wychowanek Dizelu Penza. Od maja 2010 zawodnik klubu Dinama Moskwa. W czerwcu 2012 przedłużył kontrakt z klubem o dwa lata. Kapitan drużyny Dinama od 2013. W kwietniu 2014 przedłużył kontrakt o rok. Był zawodnikiem klubu do końca sezonu KHL (2015/2016).

## Kariera trenerska
- Reprezentacja Rosji do lat 18 (2016-2017), asystent trenera
- Reprezentacja Rosji do lat 20 (2016-2019), asystent trenera
- Dinamo Moskwa (2019-2021), asystent trenera
- Witiaź Podolsk (2021-2022), główny trener
- Ak Bars Kazań (2022-), asystent trenera

Po przerwaniu kariery zawodniczej został asystentem trenera kadry Rosji w turnieju do lat 20 edycji 2017. Od maja 2021 przez rok był szkoleniowcem Witiazia Podolsk. 1 lipca 2022 został ogłoszony trenerem w sztabie drużyny Ak Bars Kazań. 2 grudnia 2022 ogłoszono odejście głównego trenera Olega Znaroka ze stanowiska i objęcie tej funkcji przez Babienkę w wymiarze tymczasowym.

## Sukcesy
Klubowe
- Puchar Mistrzów: 2008 z Mietałłurgiem Magnitogorsk
- Srebrny medal mistrzostw Rosji: 2010 z MWD Bałaszycha
- Złoty medal mistrzostw Rosji: 2012, 2013 z Dinamem Moskwa
- Puchar Gagarina: 2012, 2013 z Dinamem Moskwa

Wyróżnienia
- Mistrz Sportu Rosji Klasy Międzynarodowej[9]
- Dyplom Wdzięczności Prezydenta Federacji Rosyjskiej: 2013[9]